# Artūras Karnišovas
Artūras Karnišovas (Klaipėda, 27 april 1971) is een voormalig professioneel basketbalspeler die uitkwam voor Litouwen. Hij speelde voor verschillende Europese topteams.

## Carrière
Karnišovas begon zijn carrière bij Statyba Vilnius in 1987. In 1990 ging naar de Verenigde Staten om te spelen voor het Universiteitsteam, Seton Hall Pirates. In 1994 ging hij spelen voor Cholet Basket in Frankrijk. Na één jaar verhuisde hij naar FC Barcelona in Spanje. Met Barcelona werd hij twee keer landskampioen van Spanje in 1996 en 1997. In 1997 stapte hij over naar Olympiakos Piraeus in Griekenland. Na één jaar verhuisde hij naar Fortitudo Bologna in Italië. Met Fortitudo won hij in 1998 de Supercup van Italië en werd hij één keer landskampioen van Italië in 2000. In 2000 keerde hij terug bij Barcelona. Met Barcelona werd hij in 2001 voor de derde keer landskampioen van Spanje en won hij de Copa del Rey de Baloncesto. In 2002 stopte hij met basketballen.
Met Litouwen won Karnišovas brons op de Olympische Spelen in 1992 en 1996. In 1995 won hij met Litouwen zilver op het Europese Kampioenschap.

## Erelijst
- Landskampioen Spanje: 3
  - Winnaar: 1996, 1997, 2001
- Copa del Rey de Baloncesto: 1
  - Winnaar: 2001
  - Runner-up: 1996, 2002
- Landskampioen Italië: 1
  - Winnaar: 2000
- Supercupwinnaar Italië: 1
  - Winnaar: 1998
- Olympische Spelen:
  - Brons: 1992, 1996
- Europees kampioenschap:
  - Zilver: 1995